# René Cornu
René Léopold Cornu (* 11. April 1929 in Fismes; † 23. März 1986 in Meudon) war ein französischer Schwimmer. Er gewann eine olympische Bronzemedaille.

## Sportliche Karriere
René Cornus einziger internationaler Einsatz waren die Olympischen Spiele 1948 in London. Über 400 Meter Freistil schied er als Vierter seines Vorlaufs mit der 21. Zeit aus. Die französische 4-mal-200-Meter-Freistilstaffel mit Joseph Bernardo, René Cornu, Henri Padou junior und Alex Jany erreichte das Finale mit der drittbesten Vorlaufzeit. Im Finale siegte die Staffel aus den Vereinigten Staaten mit 2,4 Sekunden Vorsprung vor den Ungarn. 19,6 Sekunden hinter den Ungarn schlugen die Franzosen als Dritte an, 1,1 Sekunden dahinter wurden die Schweden Vierte. Über 1500 Meter Freistil schied Cornu mit der 22. Zeit der Vorläufe aus.